# Crowne Plaza Times Square Manhattan
El Crowne Plaza Times Square Manhattan (originalmente el Holiday Inn Crowne Plaza Manhattan) era un hotel en 1601 Broadway, entre las calles 48 y 49, en el distrito de los teatros de Midtown Manhattan en la ciudad de Nueva York (Estados Unidos). El hotel fue operado por Highgate (franquiciado de terceros) y parte de la cadena Intercontinental Hotels Group Crowne Plaza, el hotel tiene 795 habitaciones.
El hotel fue diseñado por Alan Lapidus y tiene 146 m de altura con 46 pisos. La fachada fue diseñada en vidrio y granito rosa, con un arco de 30,5 m frente a Broadway. El hotel fue diseñado para cumplir con las normas de la ciudad que requerían profundos retranqueos en la base, así como grandes letreros luminosos. Además de las habitaciones del hotel en sí, el Crowne Plaza Times Square tiene espacio comercial en la planta baja, nueve pisos de espacio para oficinas y un estacionamiento de 159 espacios. Los inquilinos del hotel incluyen la American Management Association, Learning Tree International y anteriormente el New York Sports Club (ahora cerrado).
El desarrollador William Zeckendorf Jr. compró el sitio del hotel en 1985 y posteriormente demolió las estructuras existentes allí. La construcción comenzó en 1988 y el hotel abrió el 1 de diciembre de 1989. Durante los primeros años de funcionamiento, el espacio de oficinas y la señalización exterior estaban vacíos. Adam Tihany rediseñó el interior en 1999. El City Investment Fund, una empresa conjunta entre Morgan Stanley Real Estate y Fisher Brothers, compró el Crowne Plaza en 2006 y lo renovó nuevamente dos años después. Vornado Realty Trust luego adquirió la propiedad mayoritaria del hotel en 2015. Las habitaciones del hotel se cerraron en 2020 debido a la pandemia de COVID-19 en la ciudad de Nueva York.

## Sitio
El Crowne Plaza Times Square Manhattan ocupa el extremo este de la manzana delimitada por la Octava Avenida al oeste, la calle 49 al norte, Broadway al este y la calle 48 al sur. Está a una cuadra al norte de Times Square en el distrito de los teatros de Midtown Manhattan en la ciudad de Nueva York. El terreno mayormente trapezoidal cubre 3277 m², con un frente de 62 m en Broadway y una profundidad de 59 m El área circundante es parte del distrito de los teatros de Manhattan y tiene muchos teatros de Broadway. Los edificios cercanos incluyen la Iglesia católica de San Malaquías al noroeste; The Theatre Center, Brill Building y Ambassador Theatre al norte; 750 Seventh Avenue al noreste; 1585 Broadway al sur; y el Teatro Longacre, el Teatro Ethel Barrymore y el Teatro Samuel J. Friedman al suroeste.
Históricamente, el sitio había albergado el restaurante Churchill's, que había sido construido en 1910 y rediseñado como teatro en 1937. Más tarde, el teatro se convirtió en una sala de cine para adultos llamada Pussycat Cinema. Justo antes de la construcción del hotel, el sitio tenía seis negocios pornográficos propiedad de Michael Zaffarano, incluyendo el cine Pussycat y Kitty Kat y Mardi Gras Topless Disco. El Pussycat tenía un gran letrero de neón; David W. Dunlap de The New York Times describió el letrero como un "cinismo exuberante de un Broadway más travieso, llamativo y que se desvanece". También había algunas "tiendas de pinball y souvenirs" en el sitio. El compositor Irving Berlin también ocupó una vez un edificio en el sitio, como lo habían sido las oficinas de Irving Berlin Inc. en 1607 Broadway entre 1921 y 1933.

## Arquitectura

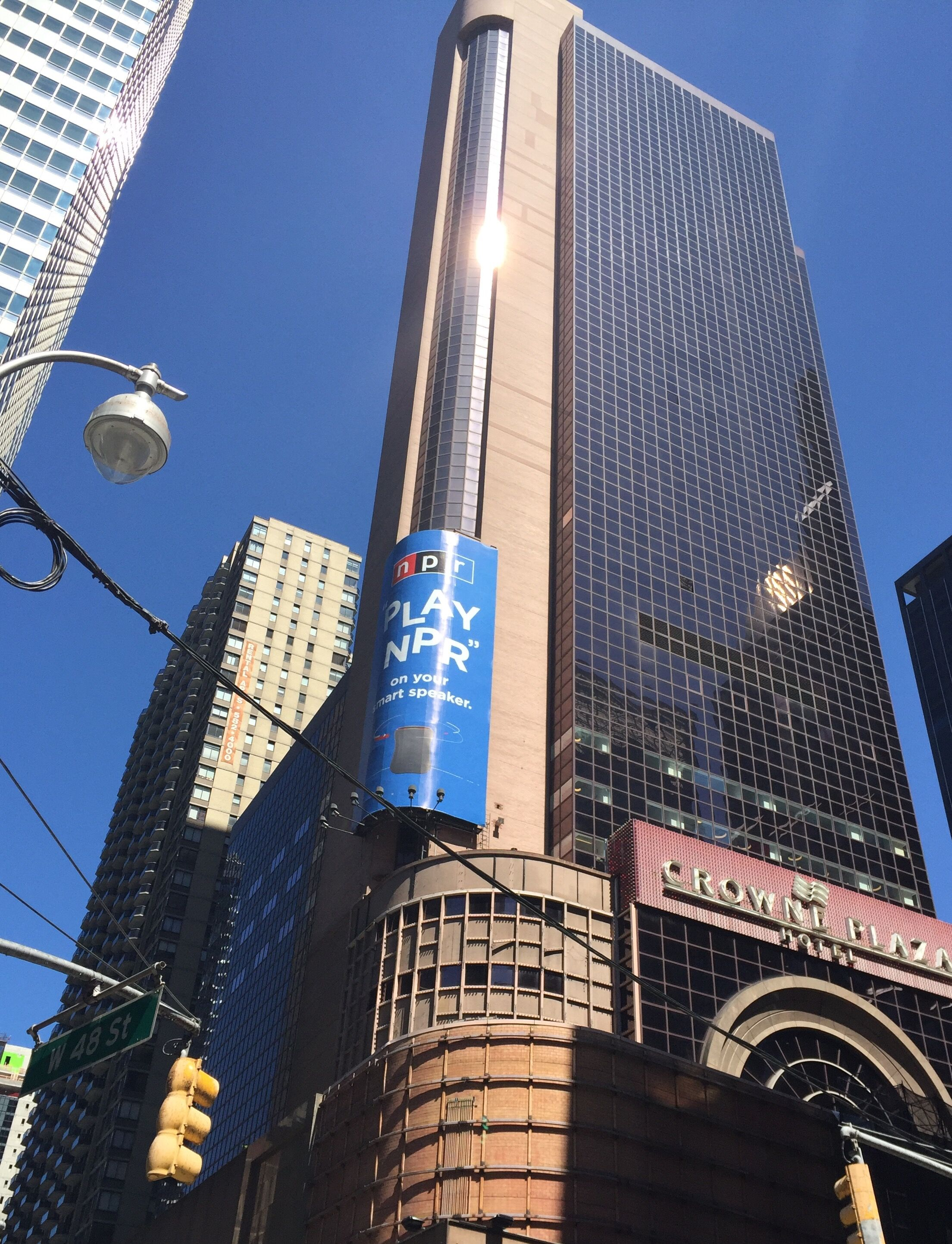
Vista diurna desde la calle 49 y Broadway

El Crowne Plaza Times Square fue diseñado por Alan J. Lapidus, hijo del arquitecto moderno Morris Lapidus. Operado por InterContinental Hotels Group como parte de la cadena Crowne Plaza, el hotel tiene 146 m con 46 pisos. Además del hotel de 795 habitaciones, el edificio del Crowne Plaza Times Square tiene 715 m² de espacio comercial en la planta baja, 18 302 m² de oficinas y un estacionamiento de 159 plazas. El Centro de Conferencias Ejecutivas de la American Management Association está en los pisos sexto a octavo con un total de 8182 m². Learning Tree International tiene 2323 m² y el New York Sports Club tiene 2640 m².

### Fachada
La fachada fue diseñada con vidrio y granito rosa. La mayor parte de la fachada está revestida de vidrio reflectante. Las esquinas sureste y noreste están cubiertas de granito, ocultando los huecos de los ascensores en el interior. El centro de la fachada de Broadway tiene un arco de granito que mide 30 m alto. Según Lapidus, quería que el diseño del arco evocara el diseño de los órganos Wurlitzer de las décadas de 1930 y 1940. The New York Times comparó el hotel con una "máquina de discos gigante".
El hotel fue diseñado para cumplir con las normas de la ciudad que requerían profundos retranqueos en la base, así como grandes letreros luminosos. En consecuencia, las habitaciones del hotel están muy alejadas de Broadway, y los primeros siete pisos se planificaron inicialmente para contener letreros curvos. Lapidus quería incluir pantallas holográficas, pantallas de iluminación láser y cascadas en el diseño del Crowne Plaza. En el momento de la construcción del hotel, la tecnología de medidores de luz no estaba lo suficientemente avanzada para determinar cuánta luz emitían estas características, por lo que Lapidus dejó provisiones para que estas características pudieran instalarse más tarde. Tal como se construyó, el hotel tenía grandes vallas publicitarias en sus primeros 12 pisos para cumplir con las regulaciones. Al momento de la apertura del hotel, estos letreros tenían un costo de mantenimiento anual de 100 000 dólares. En 1995, un letrero de 30,5 por 6,1 m se instaló en el muro sur.

### Características
Cuando se estaba construyendo el hotel, se citó de diversas formas que tenía 765, 770, 778, 780, o 785 habitaciones. Un artículo de noticias de 1992 citó el hotel con 770 habitaciones y 25 suites. Los cuatro pisos superiores se conocían como Crowne Plaza Club, que cobraba una tarifa adicional. Luego de una renovación en 2008, el piso 46 se convirtió en un "piso de mayordomo" con 16 habitaciones; el piso se llamó así porque a los huéspedes se les brindaban servicios complementarios como lavandería y transporte privado. Además, las 128 habitaciones de los pisos 41 a 45 se etiquetaron colectivamente como "niveles de conserjería".
A nivel del suelo, las escaleras mecánicas conducían a un vestíbulo y un área de recepción en el segundo piso. La zona del vestíbulo conectaba con un salón y tres restaurantes. Holiday Inn originalmente reservó seis pisos para clientes de negocios, quienes pagarían una tarifa adicional por servicios adicionales como el desayuno de cortesía. Para atraer huéspedes, cada suite fue diseñada con amenidades tecnológicamente avanzadas de la época, como conexiones de módem y líneas telefónicas, así como baños revestidos de mármol. Además, había un gimnasio que originalmente cubría 818 m². El gimnasio incluía una piscina de 15 m largo. El gimnasio se amplió a dos pisos en 1992. Luego de una renovación en 2008, el New York Sports Club comenzó a operar el gimnasio.
El edificio fue diseñado con aproximadamente 18 581 m² de oficinas en nueve de los pisos inferiores. El espacio de oficinas se colocó en los pisos 6 al 14, con habitaciones de hotel arriba y abajo. Cuando abrió, el hotel contaba con un centro de negocios con computadoras, máquinas cotizadoras de bolsa, máquinas de fax y servicio de secretaría. El hotel también tenía un salón de baile y más de 20 salas de conferencias, que cubrían 1672 m². Para 2015, el salón de baile podría alquilarse como espacio de trabajo.

## Historia
El distrito de teatros de Times Square se había convertido en un distrito comercial después de la Segunda Guerra Mundial. No obstante, hubo relativamente pocos grandes desarrollos allí a mediados del siglo XX. Entre 1958 y 1983, sólo doce edificios con al menos 9290 m² de espacio se desarrollaron en el área de 114 cuadras entre la Sexta Avenida, Times Square, la Octava Avenida y Columbus Circle. En la década de 1980, había una gran demanda de espacio para oficinas en la ciudad de Nueva York. Durante la década, se desarrollaron varios hoteles alrededor de Times Square, así como en la ciudad de Nueva York en general, como resultado del crecimiento del turismo. Estos desarrollos hoteleros fueron impulsados por el éxito del cercano New York Marriott Marquis, que tuvo una tasa de ocupación de más del 80 por ciento en casi 2000 habitaciones. Además, el gobierno de la ciudad había promulgado una bonificación de zonificación en 1982 para grandes edificios nuevos en West Midtown, pero la bonificación expiraba en 1988.

### Construcción

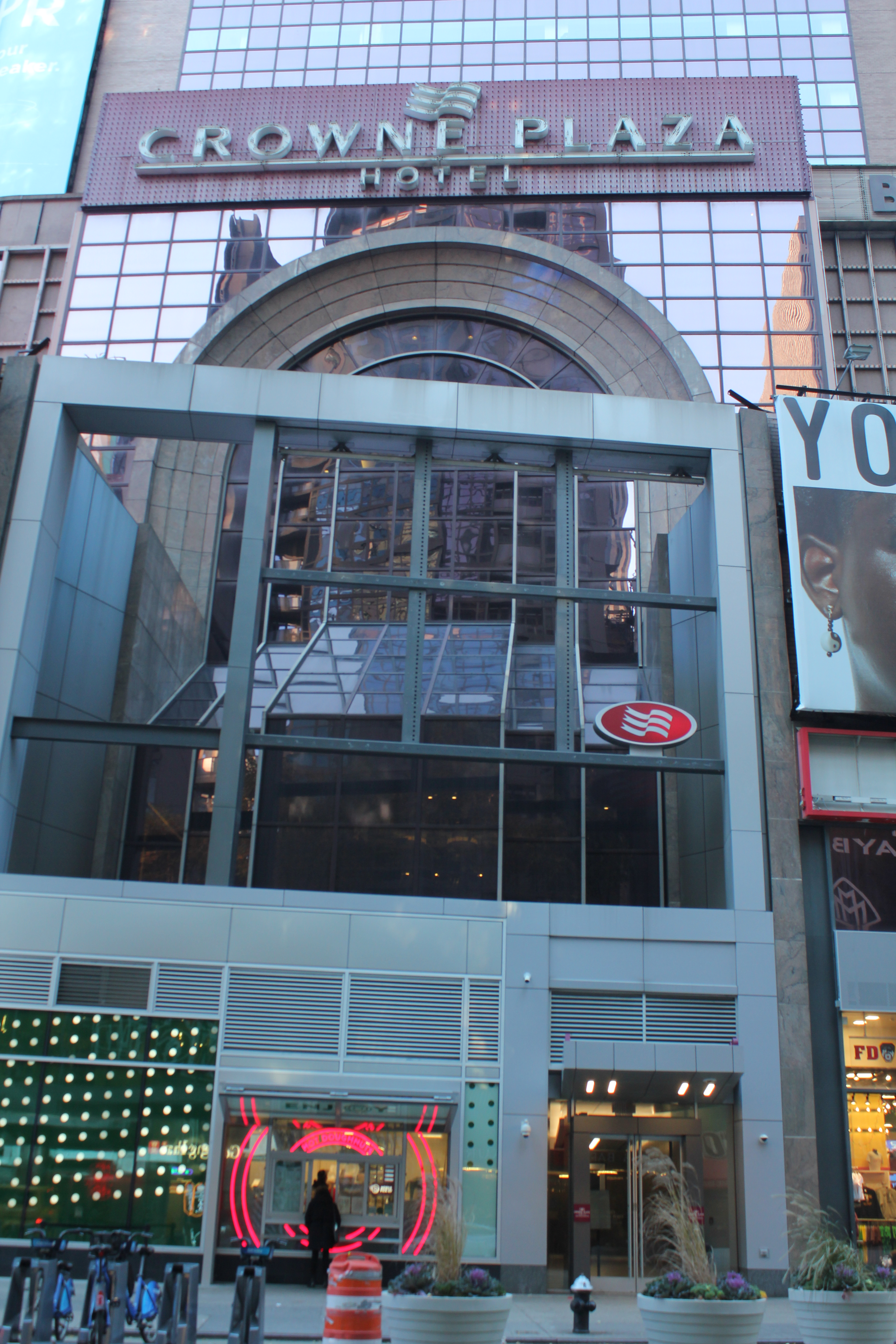
El arco de la entrada principal

La cuadra de Broadway entre las calles 48 y 49 era propiedad de Michael Zaffarano, quien durante años se resistió a vender sus negocios pornográficos, incluso cuando otros propietarios cercanos estaban siendo engatusados para cerrar sus negocios para adultos. El hijo de Zaffarano, John, heredó los sitios en 1981 y estaba más dispuesto a venderlos después de la muerte de su padre. El desarrollador William Zeckendorf Jr. compró los sitios en 1985 y planeó reemplazarlos con un hotel. El sitio también se había contemplado como ubicación para un edificio de oficinas. En agosto de 1986, Zeckendorf anunció los planes para el hotel, que sería diseñado por Alan Lapidus. El hotel se planeó de diversas formas para que tuviera 44, 45, o 46 pisos de altura. En ese momento, la Comisión de Planificación de la Ciudad de Nueva York (CPC, por sus siglas en inglés) estaba considerando promulgar regulaciones que habrían obligado a los nuevos edificios a lo largo de la sección norte de Times Square a incluir letreros brillantes, así como profundos contratiempos. En consecuencia, Zeckendorf planeó un hotel con cinco tipos de letreros, incluida una cremallera horizontal y pantallas de cinco pisos de altura. Zeckendorf demolió los negocios pornográficos en octubre de 1986 y desarrolló el hotel con varios socios.
Holiday Corporation (más tarde Holiday Inn) acordó operar el hotel en octubre de 1986, y el hotel se hizo conocido como Crowne Plaza Times Square. Iba a ser el primer hotel de Holiday Corporation en Manhattan y sería el buque insignia de la cadena Crowne Plaza. El edificio del hotel fue planeado con 74 322 m² de espacio, de los cuales unos 18 581 m² se reservaría para oficinas. Zeckendorf recibió 227 millones de dólares en financiamiento para el hotel en agosto de 1987, con el Bank of Nova Scotia proporcionando el préstamo. El CPC aprobó un reglamento de planificación en septiembre, que requería que los grandes desarrollos nuevos en Times Square reservaran alrededor del cinco por ciento de su espacio para "usos de entretenimiento", como estudios de transmisión o tiendas en la planta baja. La ordenanza también requería que los desarrolladores de dichos edificios instalaran grandes letreros frente a Times Square. El diseño del Crowne Plaza estuvo directamente influenciado por esta ordenanza.
Cuando comenzó la construcción en 1988, el Holiday Inn Crowne Plaza era uno de los cuatro grandes proyectos de oficinas nuevas que se erigían alrededor de Times Square, así como el más grande de los cuatro hoteles que se erigían allí. Para ese julio, la superestructura del hotel estaba hasta el cuarto piso. El Crowne Plaza planeó cobrar un mínimo de 175 dólares por noche por una habitación individual, lo que lo hace más caro que sus competidores cercanos. No obstante, Holiday Inn proyectó que el hotel sería rentable porque la empresa ya tenía una gran cantidad de huéspedes frecuentes y clientes de negocios. El Crowne Plaza estaba dirigido principalmente a viajeros de negocios nacionales, seguido de clientes de negocios internacionales y luego visitantes de ocio. Como tal, la gerencia planeó reservar el 20 por ciento de sus habitaciones para clientes de negocios, el doble que en hoteles comparables. Para 1989, el número de visitantes anuales a Nueva York había disminuido por primera vez en ocho años debido a los efectos del Lunes Negro. No obstante, el gerente de Crowne Plaza, Michael Silberstein, expresó su optimismo de que el declive fue temporal. Antes de la apertura del hotel, Silberstein envió a algunos de los empleados de Crowne Plaza a Walt Disney World para recibir capacitación y dijo que "Disney brinda un servicio de primer nivel".

### Uso

#### Apertura y primeros años

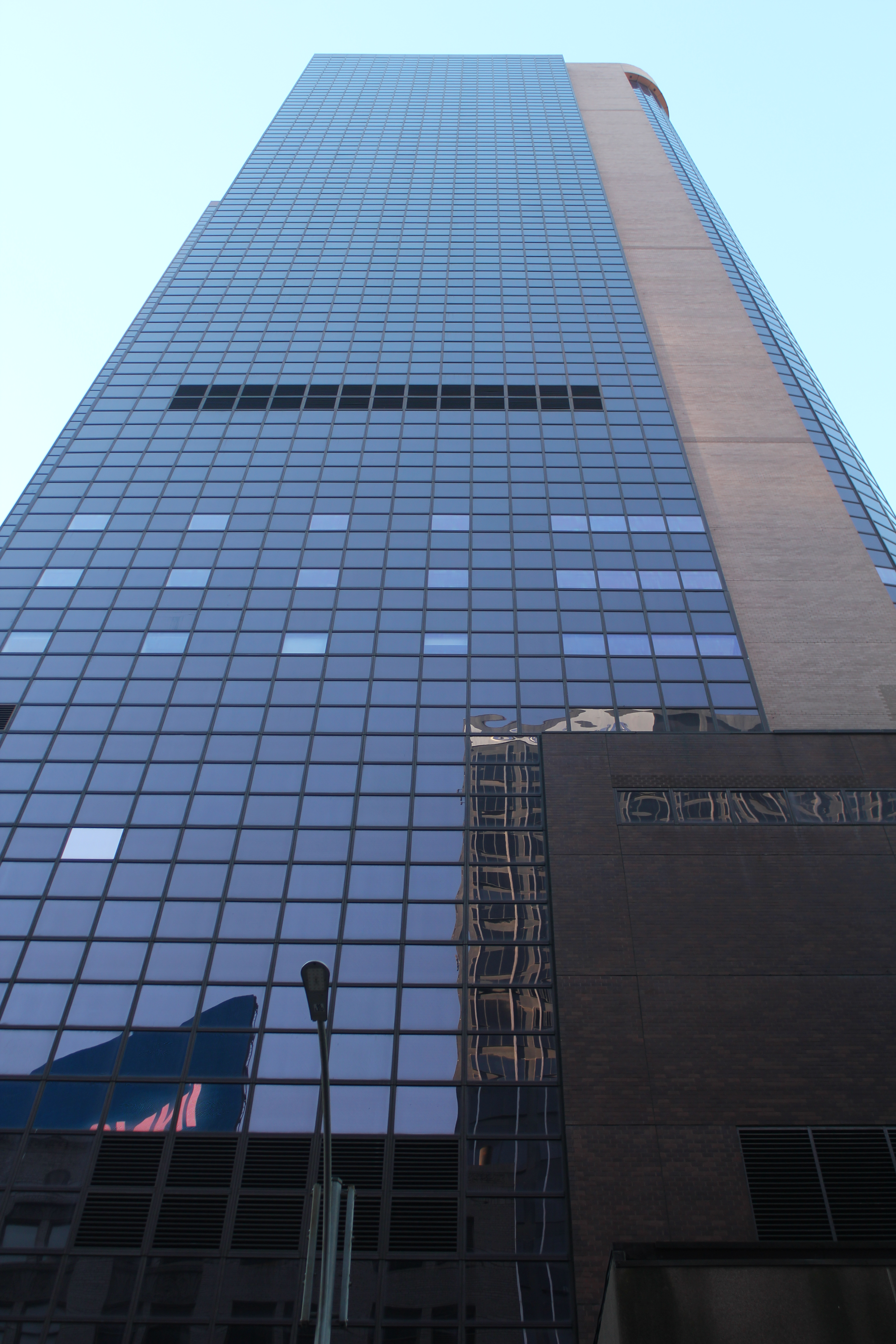
Visto desde la calle 48

El Crowne Plaza abrió el 1 de diciembre de 1989, a un costo de 300 millones de dólares. Para la construcción del hotel, Zeckendorf había recibido una reducción de impuestos municipales que redujo su factura fiscal en varios millones de dólares. En ese momento, solo se completaron 200 habitaciones, pero los operadores del hotel querían cumplir su promesa de un "lanzamiento en otoño de 1989". Según Silberstein, 129 huéspedes hicieron reservas para la víspera de Año Nuevo en las primeras doce horas de su funcionamiento, a pesar de que el hotel no realizó ninguna publicidad. El Crowne Plaza fue uno de varios hoteles nuevos en el área de Times Square con un total combinado de 4200 habitaciones, incluso cuando las tasas de visitas en la ciudad permanecieron bajas. Si bien el hotel fue operado por Holiday Inn (luego por Bass plc después de principios de 1990), el edificio en sí era propiedad de varios socios. Un restaurante llamado Samplings Bar había abierto dentro del Crowne Plaza en abril de 1990, seguido al mes siguiente por el Broadway Grill. El Crowne Plaza contaba en gran parte con trabajadores sindicalizados, siendo Broadway Grill la única excepción.
Varios meses después de la apertura del hotel, Zeckendorf no había alquilado el espacio de oficinas en la base del hotel. Además, no había inquilinos para la señalización, por lo que se cubrieron partes del exterior. El espacio de servicios se amplió en un piso en 1992. El mismo año, el Crowne Plaza fue seleccionado para albergar a los delegados de las primarias presidenciales del Partido Demócrata de 1992 de Arkansas, el estado natal de Bill Clinton, quien finalmente ganó las elecciones presidenciales de Estados Unidos de 1992. Como resultado, el "relativamente desconocido" Crowne Plaza se volvió relativamente más popular. El Crowne Plaza agregó un gran letrero en la pared sur en 1995, y las palabras "Holiday Inn" se eliminaron de los letreros en el exterior del hotel. El espacio de oficinas del hotel también permaneció vacío hasta el mismo año, cuando la American Management Association (AMA) indicó su intención de firmar un 13 935 m² contrato de arrendamiento allí. Se suponía que la AMA había sido el inquilino original del espacio cuando se estaba desarrollando el hotel. Entre los anunciantes en la fachada del Crowne Plaza se encontraba Poland Spring Corporation, que en 1998 firmó un contrato de arrendamiento por tres años para una valla publicitaria curva en 48th Street y Broadway.
El hotel también acogió eventos como exposiciones de licores y convenciones de medios. Además, el Crowne Plaza fue uno de los pocos hoteles de la ciudad de Nueva York que acogió a jurados aislados (jury sequestration), ya que la ley del estado de Nueva York exigía que los jurados lo estuvieran durante algunos tipos de juicios penales. Los operadores del hotel contrataron a Adam Tihany para rediseñar el interior en 1999. Las modificaciones incluyeron una renovación del bar, que costó 2 millones de dólares. El gerente del Crowne Plaza, Drew Schlesinger, dijo que los operadores del hotel permitieron que la gerencia renovara el hotel "en sintonía con toda la gentrificación de Times Square".

#### Principios delsigloXXI
El hotel vio disminuciones en las visitas luego de los ataques del 11 de septiembre en 2001. Casi al mismo tiempo, el área se convirtió en un distrito comercial y hubo una creciente demanda de espacio para reuniones, así como numerosos restaurantes nuevos. En consecuencia, el Crowne Plaza cerró dos de sus restaurantes y los reemplazó con un salón de baile. The Hershey Company anunció planes para abrir una tienda en la planta baja y agregar una valla publicitaria de 15 pisos en 2002. El City Investment Fund, una empresa conjunta entre Morgan Stanley Real Estate y Fisher Brothers, adquirió el Crowne Plaza en 2006 por 362 millones de dólares. Para entonces, el aumento de las tarifas de las habitaciones había provocado una disminución de las visitas. Dos años más tarde, el hotel llevó a cabo una renovación de 85 millones de dólares en el vestíbulo, los restaurantes, las habitaciones y el espacio para reuniones. La renovación se llevó a cabo por etapas, y el hotel permaneció abierto en todo momento. La renovación se terminó en 2009, y el restaurante Brasserie 1605 abrió ese abril. Tras la renovación, el Crowne Plaza experimentó una tasa de ocupación más baja que otros hoteles, en parte debido a la disminución del turismo.

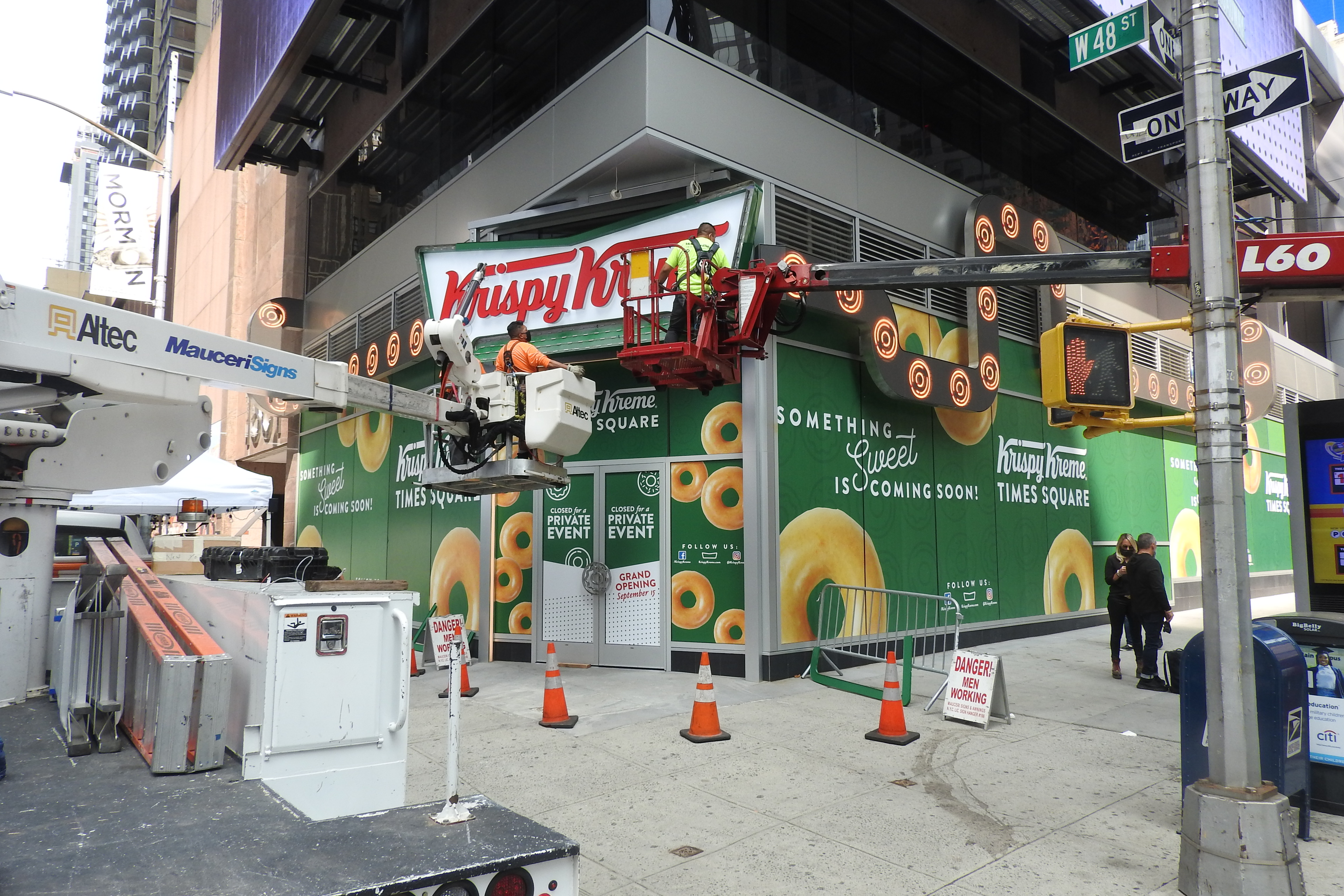
Ubicación de Krispy Kreme

Vornado Realty Trust adquirió la hipoteca junior de 34 millones de dólares en mayo de 2011 y pagó parte de la deuda en diciembre. Vornado anunció el próximo año que recapitalizaría el hotel y asumiría la propiedad de los 16 723 m² de espacio comercial. Vornado compró la participación de propiedad de City Investment Fund por 39 millones de dólares en 2015, aumentando la participación de propiedad de Vornado del 11 al 33 por ciento. Luego, Vornado adquirió la propiedad mayoritaria al comprar otra participación del 24 por ciento por 95 millones de dólares. Vornado demandó a Holiday Hospitality en julio de 2016 por 30 millones de dólares, alegando que Holiday había administrado mal el hotel. En abril de 2018, Vornado refinanció el hotel con un préstamo de 250 millones de dólares de Deutsche Bank y Morgan Stanley. Al año siguiente, Krispy Kreme Donuts comenzó a construir una tienda en el espacio comercial, que abrió en septiembre de 2020. The Harrison, un restaurante del Grupo BenMoha, también se anunció para el hotel en 2019.
El Crowne Plaza cerró en marzo de 2020 debido a la pandemia de COVID-19 en la ciudad de Nueva York, y Vornado dejó de pagar el alquiler del arrendamiento del terreno. Para ese junio, Vornado había entrado en incumplimiento de pago de 330 millones de dólares de deuda. La deuda principal se puso a la venta, y Argent Ventures compró la hipoteca principal de 195 millones de dólares ese diciembre por 90 millones de dólares. El Crowne Plaza permaneció cerrado porque estaba en ejecución hipotecaria. En septiembre de 2021, SL Green Realty compró una parte del sitio del hotel por 121 millones de dólares a Walber Broadway Company, que era propietaria de esa parte del sitio desde 1987. Vornado afirmó que la compra violó su derecho de preferencia y demandó a SL Green.

## Recepción
Cuando se completó el hotel, Anne Kates de USA Today escribió que el "sentido de aventura" en el diseño de Lapidus había recibido una recepción mixta. Jerry Adler de Newsweek escribió en 1989 que el hotel "puede ser el edificio más hermoso de todo Manhattan". En el interior del hotel, el crítico de The New York Times, Terry Trucco, escribió que el interior era "agradablemente anónimo, hecho con los colores pálidos y los muebles suaves que se ven en los grandes hoteles estadounidenses de costa a costa", aunque encontró que su habitación de hotel en el piso 44 estaba abarrotada.
Paul Goldberger de The New York Times sintió que los letreros eran más prominentes que el edificio y dijo que "se ve mucho mejor de noche, cuando está iluminado con luces de neón, que durante el día, cuando parece solo un esfuerzo fallido en la elegancia". Goldberger elaboró más a fondo su disidencia en un artículo de 1992, diciendo que la fachada "tiene ladrillos feos e inacabados que esperan una señal que puede no llegar durante años, una ofensa flagrante para el peatón". Eve M. Kahn de The Wall Street Journal describió el Crowne Plaza como una "máquina de discos de vidrio de color burdeo y granito rosa deslumbrante" que contrastaba marcadamente con el diseño "restringido" de 1585 Broadway. El arquitecto Robert A. M. Stern dijo que "preferiría no decir nada" del hotel, el único diseño de Lapidus que Stern había experimentado de primera mano.